# Warsaw Sports Group Open
Warsaw Sports Group Open – damski turniej tenisowy rozgrywany w Warszawie na kortach ceglanych Klubu Tenisowego Legia. Impreza zaliczana jest do cyklu ITF Women's Circuit. Dyrektorem turnieju jest Dagmara Sinkiewicz. Pula nagród wynosi 60 000 dolarów amerykańskich.

## Mecze finałowe

### gra pojedyncza
| Rok              | Mistrzyni        | Finalistka           | Wynik         |
| 2019             | Maja Chwalińska  | Anastasija Komardina | 6:3, 6:0      |
| ↑ ITF 60 000 $ ↑ |                  |                      |               |
| 2018             | Olha Janczuk     | Victoria Bosio       | 6:3, 4:6, 6:3 |
| 2017             | Martina Trevisan | Olha Janczuk         | 6:2, 6:4      |
| ↑ ITF 25 000 $ ↑ |                  |                      |               |

### gra podwójna
| Rok              | Mistrzynie                     | Finalistki                             | Wynik             |
| 2019             | Maja Chwalińska Ulrikke Eikeri | Weronika Falkowska Martyna Kubka       | 6:4, 6:1          |
| ↑ ITF 60 000 $ ↑ |                                |                                        |                   |
| 2018             | Maja Chwalińska Daria Kuczer   | Martyna Kubka Stefania Rogozińska-Dzik | 3:6, 7:6(5), 10–1 |
| 2017             | Priscilla Hon Wiera Łapko      | Katarzyna Kawa Katarzyna Piter         | 7:6(3), 6:4       |
| ↑ ITF 25 000 $ ↑ |                                |                                        |                   |